# 小行星8270
小行星8270（英語：8270 Winslow）是一颗围绕太阳公转的小行星。1989年5月2日，埃莉諾·赫琳在帕洛马山发现了此天体。
这颗小行星的绝对星等为281.41645等。